# Riacho Frio
Riacho Frio este un oraș în Piauí (PI), Brazilia.